# Patrizia Piacentini

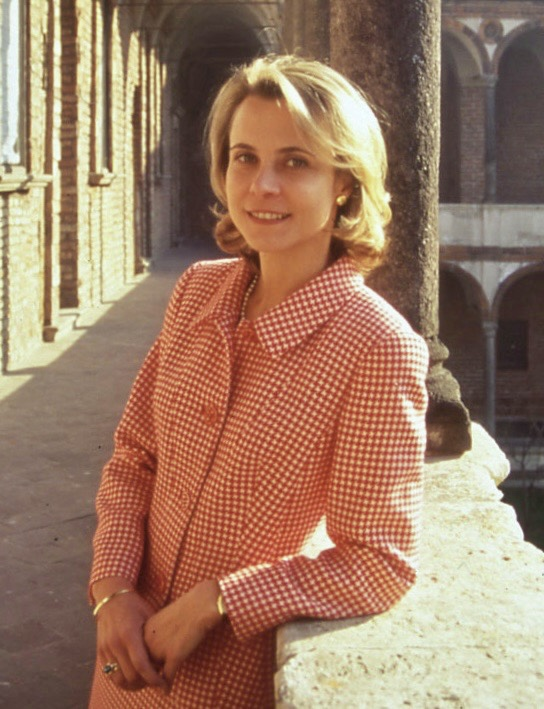
Patrizia Piacentini

Patrizia Piacentini (* 1961 in Pavullo nel Frignano) ist eine italienische Ägyptologin.

## Leben und Werk
Patrizia Piacentini studierte an der Universität Bologna Ägyptologie, wo sie 1986 cum laude abschloss. Nach einem einjährigen Aufenthalt in Ägypten und einer Zusammenarbeit mit dem Archäologischen Stadtmuseum von Bologna erhielt sie ein Spezialisierungsdiplom und promovierte 1997 an der École pratique des hautes études in Paris in Ägyptologie.
Seit 1993 lehrt sie als Professorin für Ägyptologie an der Universität Mailand, seit 2005 als ordentliche Professorin für Ägyptologie und ägyptische Archäologie. Seit 2018 ist sie dort Koordinatorin der Doktorandenschule für Literatur-, Kunst- und Umwelterbe-Wissenschaften. An derselben Universität ist sie seit 1999 wissenschaftliche Koordinatorin des Archivs für Ägyptologie und seit 2018 Mitglied der dritten Missionskommission der Abteilung für Literatur-, Philologie- und Sprachwissenschaft. Von 2003 bis 2014 war sie Mitglied des Doctoral College in Geschichte und Zivilisation des alten Mittelmeers an der Universität Pavia. Sie war 2019 „Gale Visiting Fellow“ des australischen Zentrums für Ägyptologie an der Macquarie University in Sydney und wurde im selben Jahr zum korrespondierenden Mitglied des Beirats des Shanghai Archaeology Forum des Institute of Archaeology der Chinesischen Akademie der Sozialwissenschaften ernannt.
Sie hat mehr als 250 Artikel und Bücher veröffentlicht und mehr als 200 Konferenzen in verschiedenen Ländern und Sprachen abgehalten. Zusätzlich zu ihren Lehrtätigkeiten organisierte sie zahlreiche Ausstellungen in Italien und im Ausland. Sie hat archäologische Ausgrabungen in Italien und Ägypten geleitet oder daran teilgenommen. Sie leitet seit 2018 die EIMAWA – ägyptisch-italienische Ausgrabungsmission in West Assuan.

## EIMAWA-Mission: ägyptisch-italienische Mission in West-Assuan
Sie ist seit 2018 die Leiterin eines interdisziplinären Teams, welches aus italienischen und ägyptischen Topographen, Ingenieuren und Geomatik-Experten, forensischen Anthropologen, Paläopathologen, Paelobotanikern, Chemikern, Restauratoren und Big-Data-Experten besteht. Die Ausgrabungen haben etwa 300 Gräber freigelegt, die zwischen dem 6. Jahrhundert vor und dem 4. Jahrhundert nach Christus datiert werden, und befindet sich am Westufer von Assuan, in der Umgebung des Aga Khan Mausoleums. Das Leben der Bewohner von Assuan in der damaligen Zeit ist dank des Papyrus und anderer materieller Überreste bekannt, aber nicht aufgrund des Ortes, an dem sie begraben wurden. Die Entdeckung dieses fehlenden Glieds ist daher aus archäologischer und historischer Sicht sehr wichtig, da jetzt auch viele Daten über die Lebensbedingungen dieser Menschen und die Todesursachen erforscht werden können. Obwohl dieses Grab in der Antike von Dieben geplündert wurde, sind 35 Mumien und viele Grabbeigaben erhalten und lassen es als echte Nekropole betrachten.

## Bibliothek und Archive der Ägyptologie
1999 gründete sie die Bibliothek und Archive der Ägyptologie (Biblioteca e Archivi di Egittologia) der Universität Mailand. Als wissenschaftliche und organisatorische Leiterin sorgte sie für den Erwerb der Bibliothek des deutschen Ägyptologen Elmar Edel (1914–1997), die aus über sechzehntausend Bänden und Sonderdrucken aus Zeitschriften besteht, in die der Gelehrte verschiedene Briefe, Fotografien und Papiere gelegt hatte. Zwischen 2001 und 2002 erwarb sie einen Teil der Bibliothek des französischen Ägyptologen Alexandre Varille und seine vollständigen Archive, zu denen auch die von Victor Loret und des britischen Ägyptologen James Edward Quibell sowie ein Teil von Selim Hassan, Fernand Bisson de la Roque und Cecil M. Firth gehören.
In den folgenden Jahren erweiterte sie die Bibliothek mit weiteren Ankäufen sowohl von Archiven als auch von Bibliotheken. 2009 gründete sie die Zeitschrift EDAL Egyptian and Egyptological Documents Archives Libraries. Das Akronym EDAL wurde gewählt, um an den Namen von Elmar Edel zu erinnern, der den Ursprung des ägyptologischen Archivs und der ägyptologischen Bibliothek der Universität Mailand bildet.

## Mitgliedschaften (Auswahl)
- 2003–2012: Mitglied des Verwaltungsrates der Association Internationale pour l'étude des Droits de l'Egypte Ancienne (AIDEA)
- 2006–2011: Mitglied des Verwaltungsrates des Institut français d’archéologie orientale in Kairo.

## Veröffentlichungen (Auswahl)
- mit Massimiliana Pozzi Battaglia, Said Mahmoud Abd El-Moneim: The International Cooperation between the Egyptian Ministry of Antiquities and the University of Milan for the Excavation and Preservation of an Endangered Site in Aswan. In: Archeologia e Calcolatori. Band 31, Nr. 2, 2020, S. 21–31 (Digitalisat).
- Gli archivi egittologici dell’Università degli Studi di Milano, 2. Il fondo Giuseppe Botti “primo” (= Collana “Studi e Ricerche”) LED – Edizioni Universitarie di Lettere Economia Diritto, Mailand 2019, ISSN 1721-3096.
- Egitto 1914: la vita straordinaria di Theodor Kofler, pioniere della fotografia archeologica aerea. Pro Loco del Chiese, Gavardo 2017, ISBN 978-88-905449-6-5.
- Egitto dal cielo 1914: La riscoperta del fotografo pioniere prigioniero professionista Theodor Kofler / Egypt from the sky 1914. The rediscovery of the photographer pioneer prisoner professional Theodor Kofler. Phasar, Florenz 2015, ISBN 978-88-6358-303-8.
- Egypt and the Pharaohs: from Conservation to Enjoyment. Pharaonic Egypt in the Archives and Libraries of the Università degli Studi di Milano. Università degli Studi – Skira, Mailand 2011, ISBN 978-88-572-0834-3.
- Egypt and the Pharaohs, 1. From the Sand to the Library: Pharaonic Egypt in the Archives and Libraries of the Università degli studi di Milano. Università degli Studi – Skira, Mailand 2011, ISBN 978-88-572-0834-3.
- Les scribes dans la société égyptienne de l’Ancien Empire. Band I, Cybele, Paris 2002, ISBN 2-9516758-5-2, S. 1–777,
- L’antico Egitto di Napoleone. Arnoldo Mondadori Editore, Mailand 2000, ISBN 88-04-48396-2.
- Zawiet el-Mayetin nel III millennio a.C. (= Monografie di SEAP. Series Minor 4). Giardini Editori, Pisa 1993, ISBN 88-427-1396-1, S. 1–139.
- Le lettere di Ippolito Rosellini nella Biblioteca Estense di Modena. (= Monografie di SEAP. Nr. 8). Giardini Editori, Pisa 1990, ISBN 88-427-1211-6, S. 5–111.
- L’autobiografia di Uni, principe e governatore dell’Alto Egitto. (= Monografie di SEAP. Series Minor 1). Giardini Editori, Pisa 1990, ISBN 978-88-427-0412-6, S. 1–107.
- Gli ‘amministratori di proprietà’ nell’Egitto del III millennio a.C. (= Monografie di SEAP. Nr. 6). Giardini, Pisa 1989, ISBN 978-88-427-1208-4, S. 1–244.